# Herzog von Roquelaure
Die Herren und später Herzöge von Roquelaure waren die Besitzer des Lehens Roquelaure im Bas-Armagnac (heute im Département Gers), das im Juni 1652 zum Herzogtum und zur Pairie erhoben wurde.
Die Familie ist seit dem 12. Jahrhundert bezeugt und befand sich damals schon im Besitz nur eines Teils des Lehens. Antoine de Roquelaure, Seigneur de Roquelaure, war ein Freund des Königs Heinrich IV., die Erhebung zum Herzog und Pair erfolgte für seinen Sohn Gaston-Jean-Baptiste de Roquelaure; mit dem Enkel Antoine-Gaston de Roquelaure, dem 2. Herzog, starb die Linie im Mannesstamm aus, der Herzogstitel ging an den Enkel Louis Marie Bretagne de Rohan-Chabot († 1791) über.
1766 wurde die Herrschaft Saint-Aubin en Fezensaguet (heute Roquelaure-Saint-Aubin, ebenfalls im Département Gers) zugunsten von Charles de Roquelaure (* 1713) aus der jüngeren Linie der Familie zum Marquisat erhoben.
Nicht mit der Familie der Herren und Herzöge von Roquelaure verwandt ist die Familie Bessuéjols de Roquelaure, in der auch der Titel eines Marquis de Roquelaure (NN de Bessuéjols de Roquelaure, dit le Marquis de Roquelaure, um 1700) bzw. Comte de Roquelaure (Armand de Bessuéjols-Rouquelaure (1721–1818), Erzbischof von Mecheln) geführt wurde; der Namenszusatz de Roquelaure stammt von der Burg Roquelaure in Lassouts (Département Aveyron), die im 16. Jahrhundert in den Besitz dieser Familie kam.

## Seigneur de Roquelaure
- Pierre de Roquelaure, Seigneur en partie de Roquelaure, 1137 bezeugt
- Jean de Roquelaure, wohl dessen Sohn, 1166/78 bezeugt
- Pierre de Roquelaure († 1231), dessen Sohn
- Bertrand I. de Roquelaure, dessen Sohn
- Bertrand II. de Roquelaure, dessen Sohn, 1274/1319 bezeugt
- Pierre de Roquelaure, dessen Sohn, 1319/55 bezeugt
- Jean de Roquelaure, dessen Sohn, 1366/1425 bezeugt
- Géraud de Roquelaure († vor 1427), dessen Sohn
- Jean II. de Roquelaure, dessen Sohn, 1425/76 bezeugt
- Jean III. de Roquelaure († vor 1498), dessen Sohn, 1475/91 bezeugt
- Bernard de Roquelaure, 1495/1549 bezeugt, dessen Sohn
- Géraud de Roquelaure († 1557), dessen Sohn
- Jean-Bernard de Roquelaure (X 1569), dessen Sohn
- Bernard de Roquelaure (X 1569), dessen Bruder
- Antoine de Roquelaure (1543–1625), dessen Bruder, Marschall von Frankreich

## Comte, Marquis et Duc de Roquelaure
- Louis de Roquelaure († 1635), Sohn von Antoine, Marquis de Roquelaure
- Gaston-Jean-Baptiste de Roquelaure (1617–1683), Marquis und 1652 1. Duc de Roquelaure und Pair von Frankreich, dessen Bruder
- Jean-Louis de Roquelaure, Comte de Roquelaure et de Beaumont, dessen Bruder
- Antoine-Gaston de Roquelaure (1656–1738), 2. Duc de Roquelaure et de Lude, Pair von Frankreich, Marschall von Frankreich, Sohn des 1. Herzogs
- Françoise de Roquelaure (1682/83–1741), dessen Erbtochter; ⚭ Louis Bretagne Alain de Rohan-Chabot (1679–1738), 3. Duc de Rohan, 5. Prince de Léon, Pair de France
- Louis Marie Bretagne de Rohan-Chabot (1710–1791), 1738 4. Duc de Rohan, 3. Duc de Roquelaure et de Lude, 7 Prince de Léon, Comte de Porhoët, d’Astarac et de Moret, Marquis de Blain et de Biran, Baron de Montesquiou etc., deren Sohn